# جنجو بيلوبا

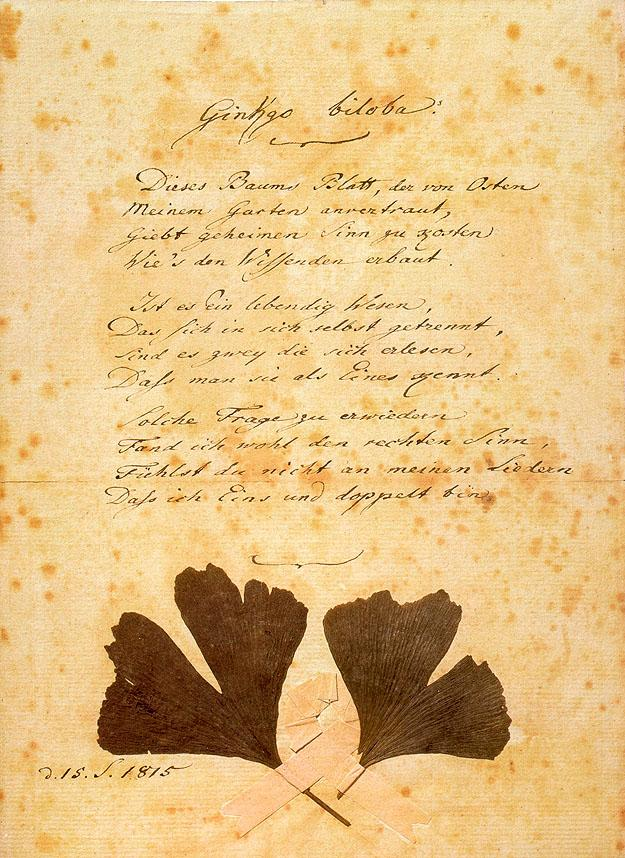
نسخة متأخرة للقصيدة

جنجو بيلوبا (بالألمانية: Gingo biloba)، لاحقاً اُعيد تسميتها إلى «جينكجو بيلوبا» (Ginkgo biloba)، قصيدة من تأليف الشاعر الألماني الكبير يوهان فولفغانغ فون غوته نُشرت في عمله «الديوان الغربي الشرقي» الذي نُشر للمرة الأولى في العام 1819. وفي عمله غير اسم القصيدة من «جنكجو» إلى الاسم الأول «جنجو» لأسباب أدبية.
غوته أرسل لماريان فون فيلمير (1784-1860)، وهي زوجة مصرفي فرانكفورت جاكوب فون فيلمير (1760-1838)، أرسل لها ورقة جنكو كرمز للصداقة، وفي 15 سبتمبر 1815 قرأ غوته مسودة لقصيدته أمامها وعدد من اصدقائه، وفي 23 سبتمبر رأى غوته ماريان للمرة الأخيرة وأراها نبتة جنكو في حديقة قلعة هايدلبرج وأخذ من النبتة ورقتين وطبعها على القصيدة، وبعد ذلك أكمل كتابة القصيدة وأرسلها لماريان في 27 سبتمبر 1815.